# Roenes
Roenes es un despoblado que actualmente forma parte del concejo de Caicedo-Sopeña, que está situado en el municipio de Ribera Alta, en la provincia de Álava, País Vasco (España).

## Historia
Estaba situado entre las localidades de Mimbredo y Caicedo-Sopeña, y se tienen datos y restos que confirman que estaba poblado desde por lo menos la época romana, desconociéndose cuándo se despobló esta localidad que en su momento debía tener un tamaño considerable.
Actualmente sus tierras son conocidas con el topónimo de Ruines.